# Powrót Maksyma
Powrót Maksyma (ros. Возвращение Максима) – radziecki czarno-biały film z 1937 roku w reżyserii Grigorija Kozincewa i Leonida Trauberga. Druga część filmowej „Trylogii o Maksymie”, przedstawiająca historię robotnika z Petersburga wstępującego do partii bolszewickiej.

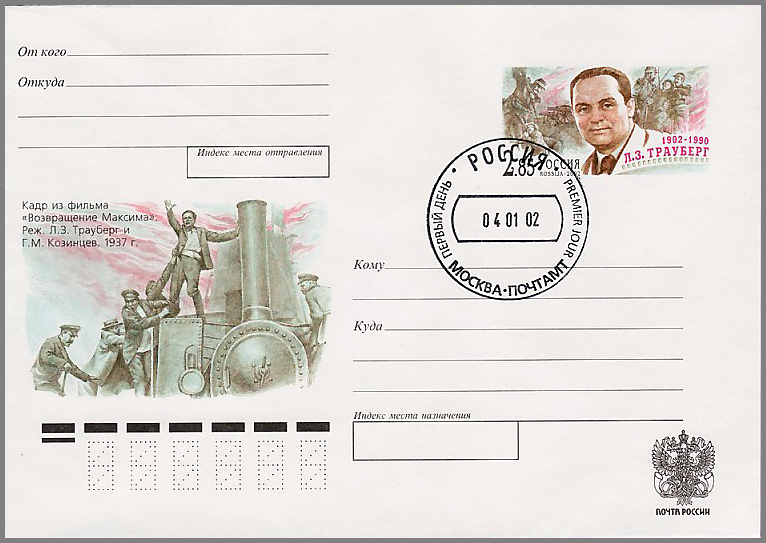
Koperta z oryginalnym stemplem №111. 100. rocznica urodzin reżysera Leonida Trauberga. Pieczęć pierwszego dnia 4.01.2002 Moskwa, Poczta.

## Obsada
- Boris Czirkow jako Maksym
- Walentina Kibardina jako Natasza
- Stiepan Kajukow jako Dmitrij „Diema” Sawczenko
- Michaił Żarow
- Wasilij Mierkurjew
- Jurij Tołubiejew jako Bugaj
- Nikołaj Kriuczkow jako żołnierz w pociągu